# Couffé
Couffé (bretonsko Koufeg) je naselje in občina v francoskem departmaju Loire-Atlantique regije Loire. Leta 2012 je naselje imelo 2.330 prebivalcev.

## Geografija
Kraj leži v pokrajini Bretaniji 35 km severovzhodno od Nantesa.

## Uprava
Občina Couffé skupaj s sosednjimi občinami Anetz, Ancenis, Belligné, Bonnœuvre, La Chapelle-Saint-Sauveur, Le Fresne-sur-Loire, Maumusson, Mésanger, Montrelais, Oudon, Pannecé, Le Pin, Pouillé-les-Côteaux, La Roche-Blanche, La Rouxière, Saint-Géréon, Saint-Herblon, Saint-Mars-la-Jaille, Saint-Sulpice-des-Landes, Varades in Vritz sestavlja kanton Ancenis s sedežem v Ancenisu; slednji je tudi sedež okrožja Ancenis.

## Zanimivosti
- cerkev sv. Petra iz druge polovice 19. stoletja,
- kapela sv. Simforijana iz 10. do 15. stoletja,
- grad château de la Roche iz 15. do 19. stoletja,
- dvorec Château de la Villejégu iz 17. do 18. stoletja, francoski zgodovinski spomenik od leta 1984.